# Mandomsprovet
Mandomsprovet (en. The Graduate) är en amerikansk dramakomedifilm från 1967 i regi av Mike Nichols. Mandomsprovet blev snabbt en modern klassiker och var Dustin Hoffmans stora genombrott. Filmmusiken gjordes av Simon and Garfunkel (olika versioner av "Mrs. Robinson", "The Sound of Silence", "Scarborough Fair" och "April Come She Will
) och blev liksom filmen en stor succé.

## Handling
Den nyexaminerade collegestudenten Benjamin Braddock (Hoffman) är vilse i sin roll som någon mellan ungdom och vuxenlivet. Han har inga intentioner och är nervös och tafatt. Mrs. Robinson (Bancroft), en vän till familjen, förför honom i samband med studentskivan och de inleder ett hemligt förhållande. Men Benjamin blir kär i Mrs. Robinsons dotter Elaine (Ross) och komplikationer uppstår.

## Rollista
- Dustin Hoffman – Benjamin Braddock
- Katharine Ross – Elaine Robinson
- Anne Bancroft – Mrs. Robinson
- William Daniels – Mr. Braddock
- Murray Hamilton – Mr. Robinson
- Elizabeth Wilson – Mrs. Braddock

## Produktionen
Slutscenen där Benjamin Braddock avbryter ett pågående bröllop för att själv ”kidnappa” bruden, är starkt inspirerad av slutet på Harold Lloyd-filmen Akta er för flickor! (Girl Shy) från 1924. Lloyd själv övervakade inspelningen av scenen i Mandomsprovet.
Richard Dreyfuss är med i en liten roll som student i det hus där Benjamin Braddock hyr ett rum i Berkeley.
Trots att Benjamin och Mrs. Robinson inleder ett sexuellt förhållande kallar han henne hela tiden för "Mrs. Robinson" – rollfigurens förnamn avslöjas aldrig. I verkliga livet var åldersskillnaden mellan skådespelarna Hoffman och Bancroft knappt sex år. Åldersskillnaden mellan Bancroft och Katherine Ross, som spelade Bancrofts dotter, var drygt åtta år, vilken förstärks med smink, rekvisita med mera.

## Priser och utmärkelser
Filmen vann en Oscar för bästa regi vid Oscarsgalan 1968. Den vann även fyra Golden Globes:
- bästa spelfilm – komedi eller musikal
- bästa regi av spelfilm
- bästa kvinnliga huvudroll – musikal eller komedi (Bancroft)
- årets nya stjärna – skådespelare (Hoffman).